# Montagna in Valtellina
Montagna in Valtellina es una localidad y comune italiana de la provincia de Sondrio, región de Lombardía, con 2.889 habitantes.

## Evolución demográfica
| Gráfica de evolución demográfica de Montagna in Valtellina entre 1861 y 2001 |
|                                                                              |
| Fuente ISTAT - elaboración gráfica de Wikipedia                              |